# 5. srpen
5. srpen je 217. den roku podle gregoriánského kalendáře (218. v přestupném roce). Do konce roku zbývá 148 dní. Svátek slaví Kristián, Křišťan a Milivoj.

## Události

### Česko
- 1619 – Třicetiletá válka: vojsko českých stavů zvítězilo nad císařskou armádou v bitvě u Dolních Věstonic.
- 1646 – Ferdinand IV. byl korunován českým králem.
- 1947 – Osmnáct Čechoslováků bylo poraženo silnější skupinou banderovců v tzv. bitvě u Partizánské Ľupči.

### Svět
- 1716 – Osmansko-habsburské války: císařská armáda v čele s princem Evženem Savojským porazila osmanské vojsko v bitvě u Petrovaradína.
- 1772 – Na základě smlouvy mezi Pruskem, Ruskem a Rakouskem došlo k prvnímu dělení Polska.
- 1796 – Italská tažení francouzských revolučních válek: Vojska Napoleona Bonaparte porazila v bitvě u Castiglione habsburskou císařskou armádu.
- 1884 – V New Yorku byl položen základní kámen ke stavbě sochy Svobody.
- 1888 – Bertha Benzová jako první řidička automobilu podnikla 106 km dlouhou cestu z Mannheimu do Pforzheimu.
- 1944
  - Jednotky SS zahájily třídenní masakry ve varšavské čtvrti Wola, při kterých zahynuly desítky tisíc obyvatel.
  - Prapor Zośka, elitní jednotka varšavských povstalců, nečekaným útokem dobyl koncentrační tábor Gęsiówka a osvobodil 383 vězňů, z toho 348 Židů.
- 1947 – Při železniční nehodě v Sekulích na Slovensku zahynulo 19 lidí.
- 1960 – Republika Horní Volta vyhlásila nezávislost na Francii.
- 1962
  - Jihoafrická policie zatkla Nelsona Mandelu a zůstal uvězněn 28 let.
  - Marilyn Monroe byla ve svém domě v Los Angeles nalezena mrtvá.
- 1964 – Válka ve Vietnamu: Americká armáda v reakci na incident v Tonkinském zálivu provedla operaci Pierce Arrow, při které provedla 64 leteckých útoků na severovietnamské přístavy.
- 1973 – Z kosmodromu Bajkonur odstartovala sovětská sonda Mars 6.
- 1995 – Během operace Oluja („Bouře“) dobyla chorvatská armáda Knin, hlavní město separatistické republiky Srbská Krajina.
- 2010 – V Chile bylo při důlním neštěstí 33 horníků uvězněno pod povrchem na 70 dní.
- 2016 – V Riu de Janeiru byly zahájeny XXXI. Letní olympijské hry.

## Narození
Viz též Kategorie:Narození 5. srpna — automatický abecedně řazený seznam.

### Česko

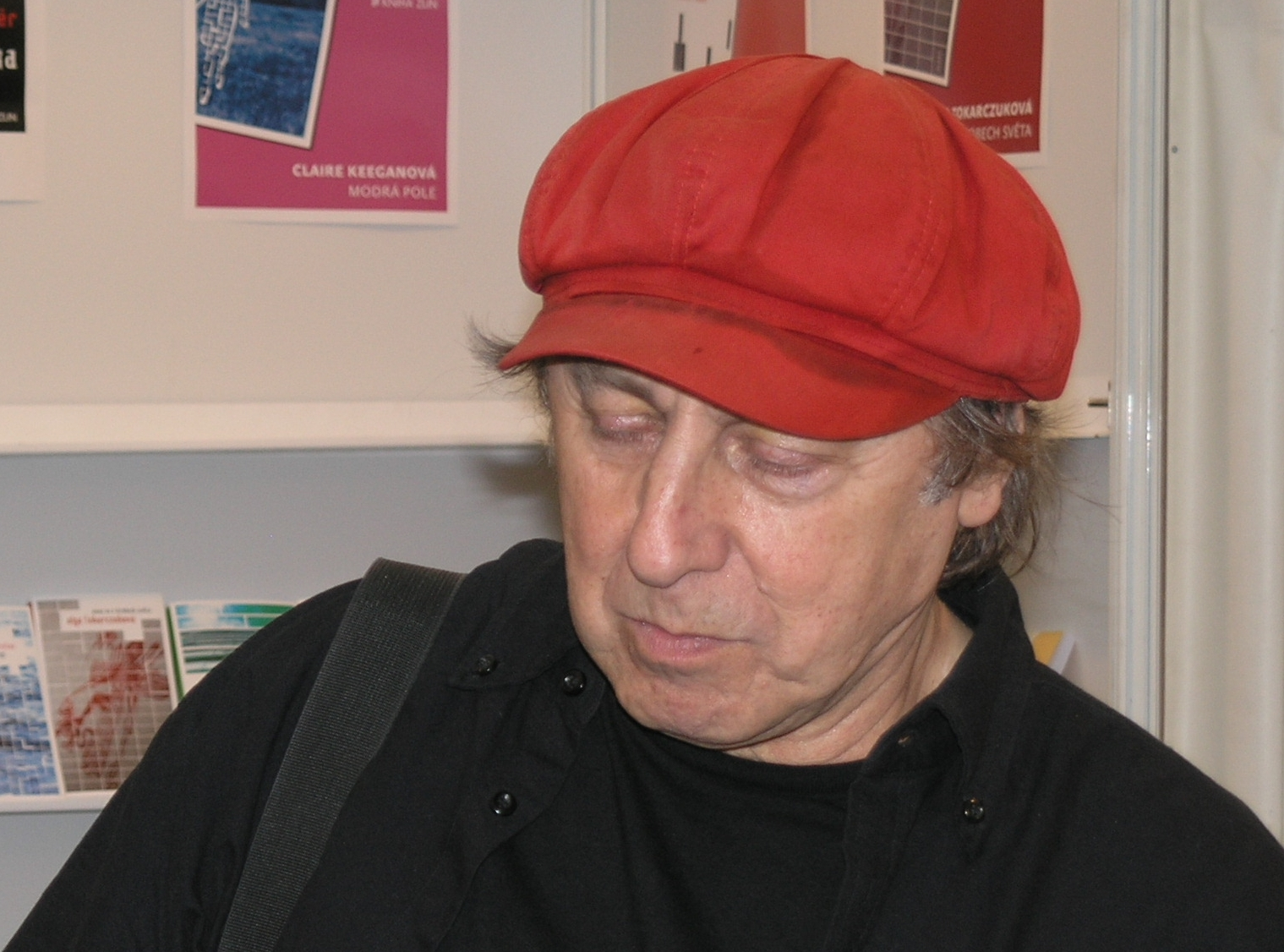
Boris Hybner (* 1941)

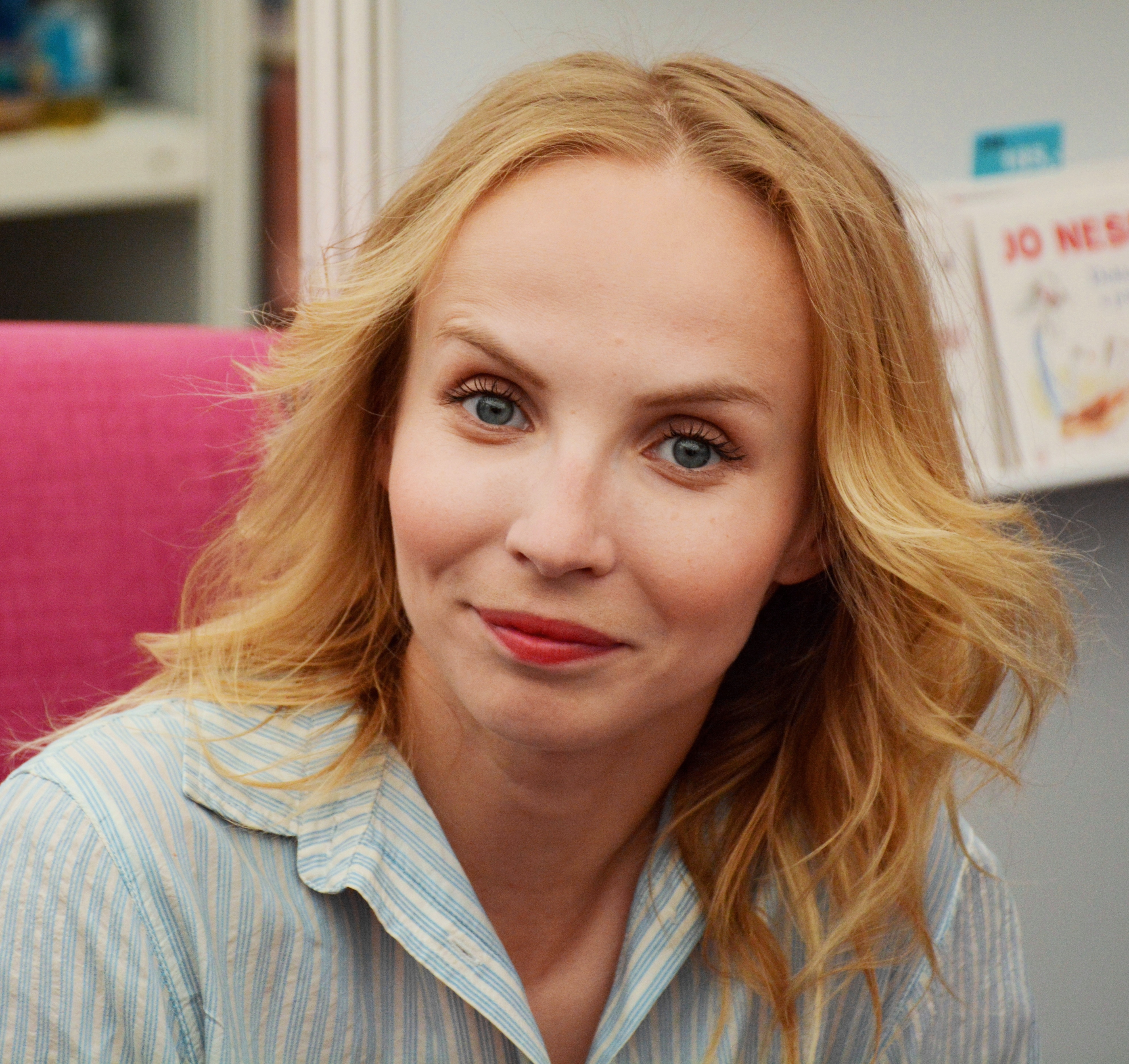
Jana Plodková (* 1981)

- 1841 – Eduard Orel, rakouský důstojník a polárník († 5. února 1892)
- 1866 – Hugo Salus, pražský německy píšící spisovatel a básník († 4. února 1929)
- 1869 – František Jiří Mach, hudební pedagog a skladatel († 10. prosince 1952)
- 1874 – Hynek Albrecht, amatérský entomolog († 1933)
- 1900 – Adolf Procházka, právník, politik, ministr zdravotnictví († 8. května 1970)
- 1903 – Arnošt Okáč, analytický chemik († 24. září 1980)
- 1906 – František Svoboda, fotbalista († 6. července 1948)
- 1909 – Adolf Šimperský, fotbalový reprezentant († 15. února 1964)
- 1910 – Jan Vanýsek, oftalmolog († 14. září 1995)
- 1925 – František Harant, matematik († 13. května 1985)
- 1930
  - Karel Odstrčil, hudební skladatel († 21. května 1997)
  - Vladimír Vavřínek, historik († 14. srpna 2024)
- 1933 – Ludvík Kolek, architekt, sochař a malíř († 27. května 2021)
- 1935 – Antonín Hardt, herec
- 1939 – Jiřina Hanušová, publicistka a psychoterapeutka († 22. října 1999)
- 1940 – Drahomíra Pithartová, publicistka a spisovatelka
- 1941
  - Petr Urbánek, básník a publicista († 23. listopadu 2001)
  - Boris Hybner, mim, herec, režisér, scenárista († 3. dubna 2016)
- 1945 – Miroslav Štěpán, politik Komunistické strany Československa († 23. března 2014)
- 1948 – Josef Kovalčuk, divadelní dramaturg, scenárista a pedagog († 30. června 2018)
- 1960
  - Tomáš Hoskovec, jazykovědec
  - Vladimír Šlechta, spisovatel, science-fiction
- 1981 – Jana Plodková, herečka

### Svět

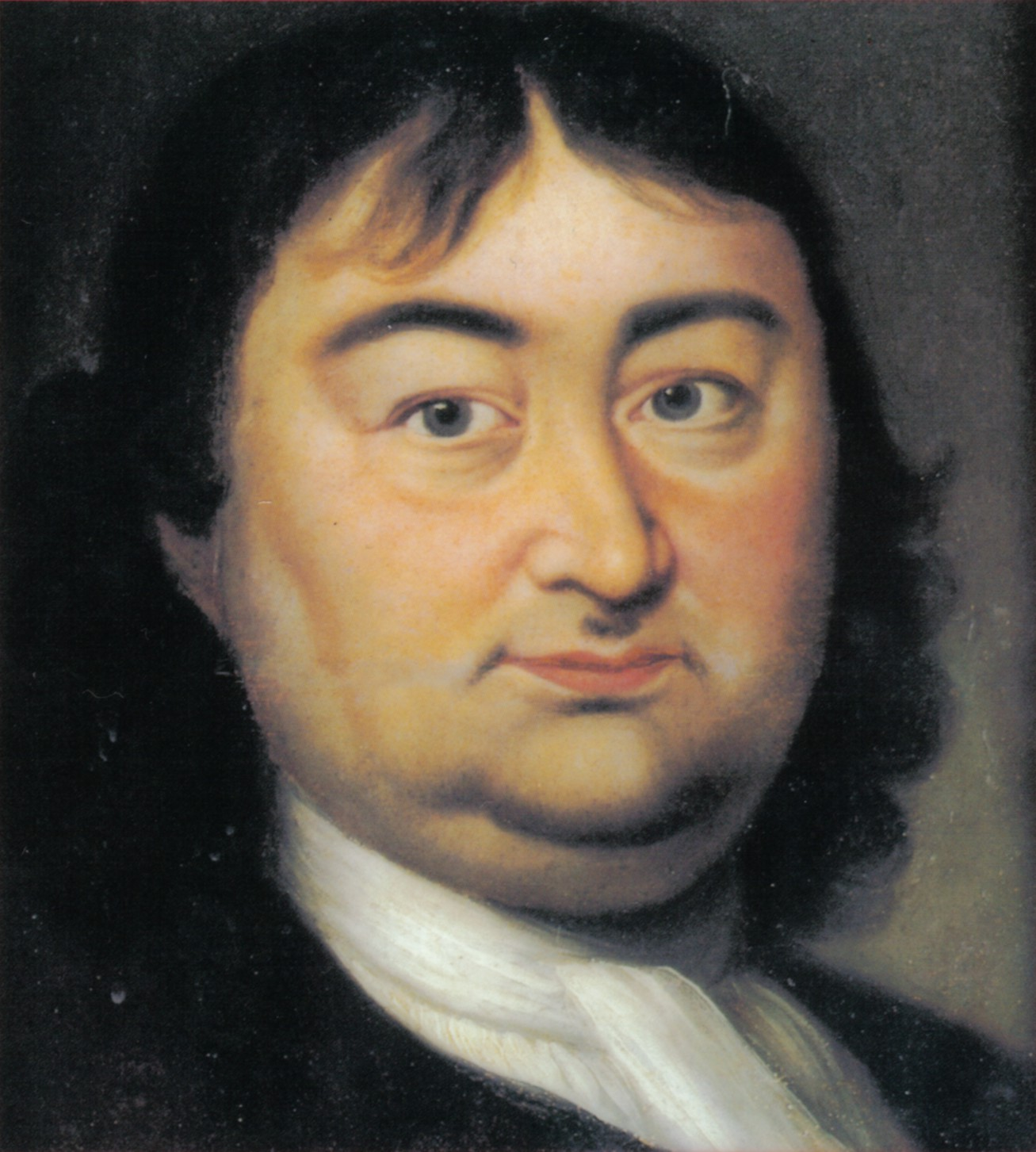
Vitus Bering (* 1681)

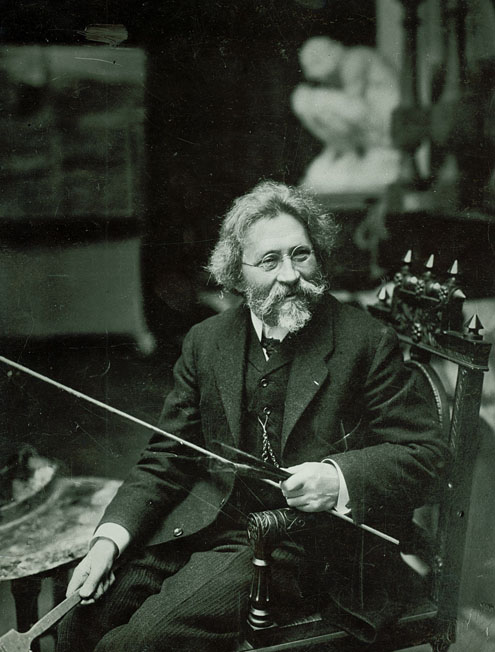
Ilja Repin (* 1844)

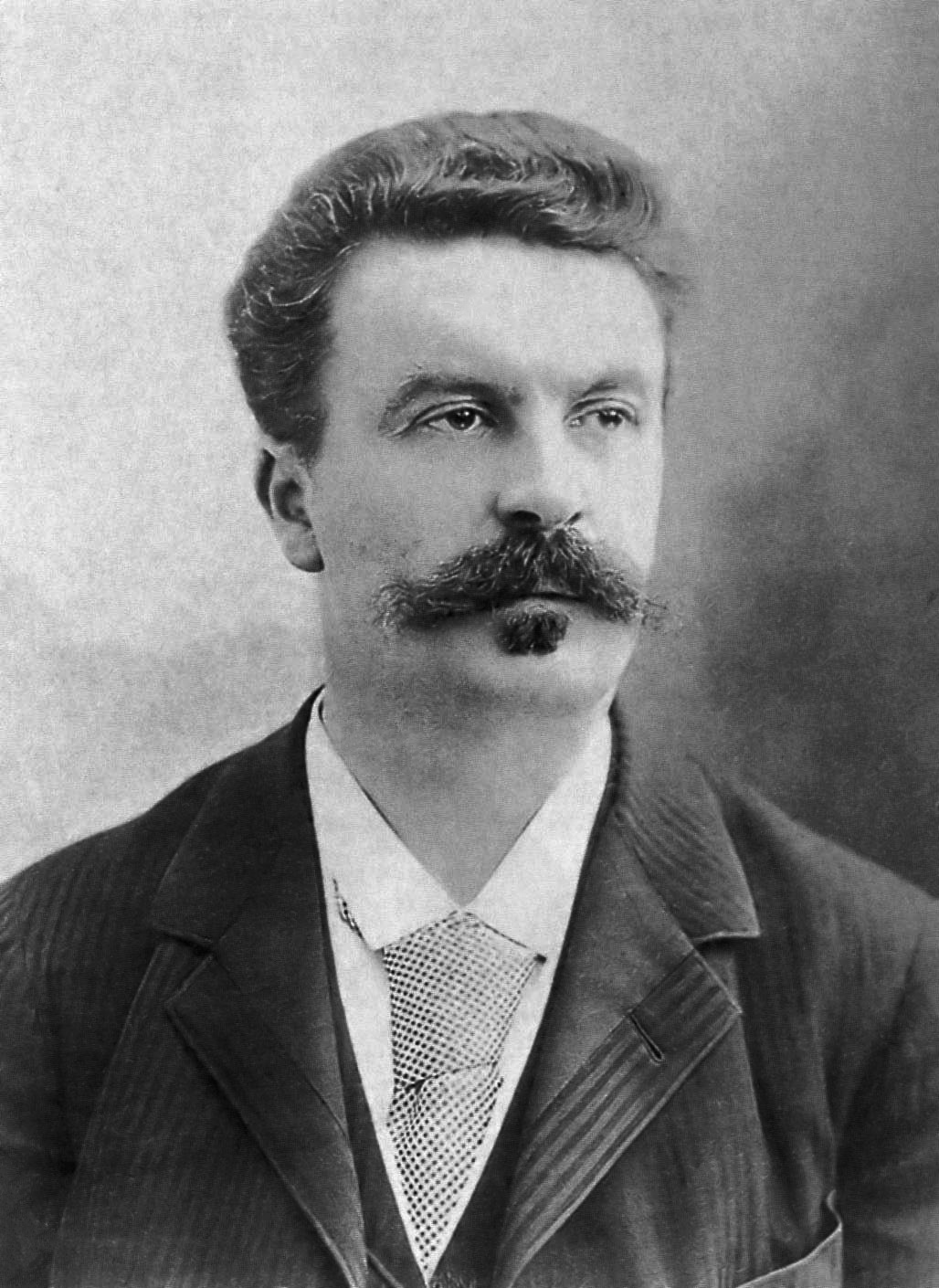
Guy de Maupassant (* 1850)

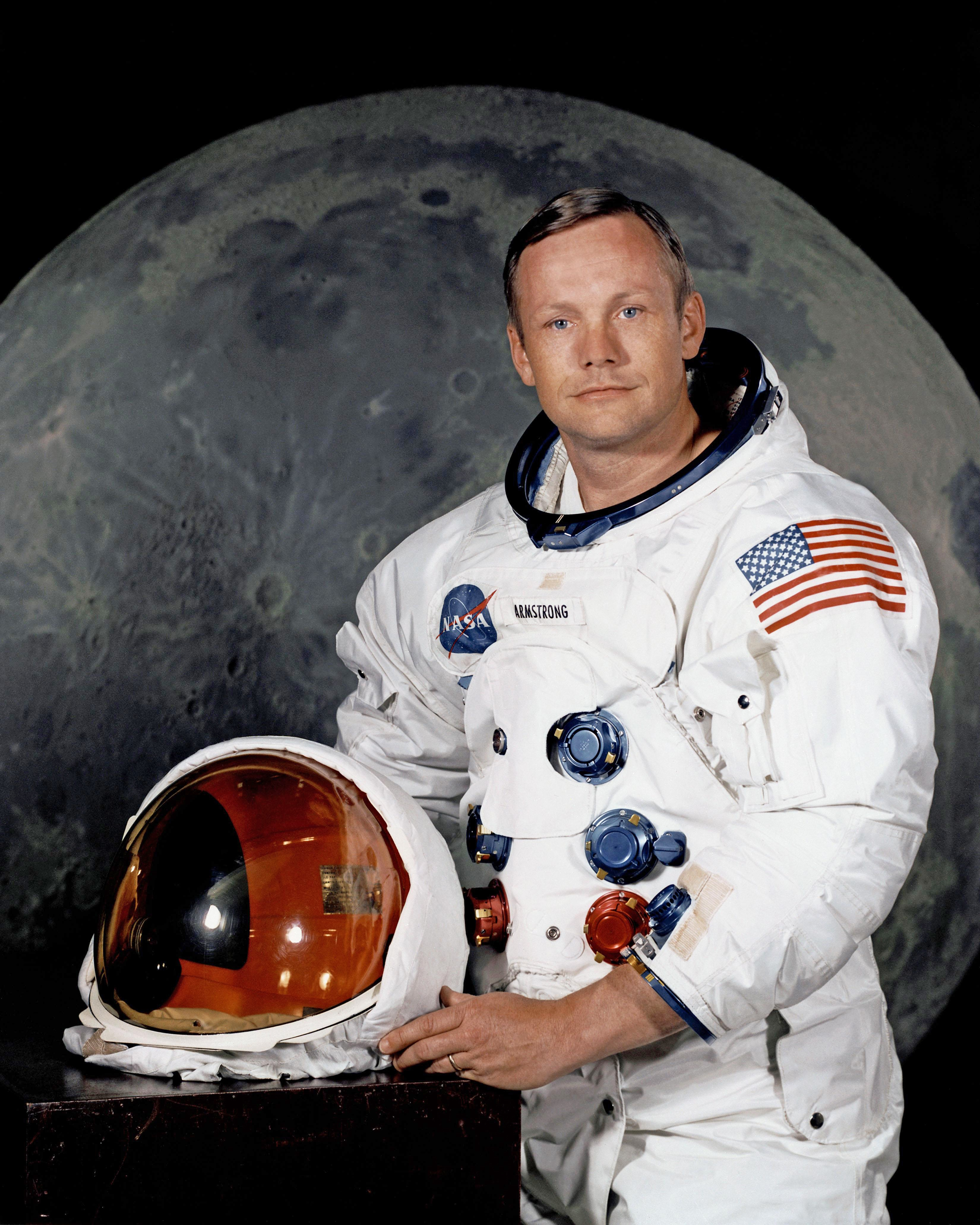
Neil Armstrong (1930)

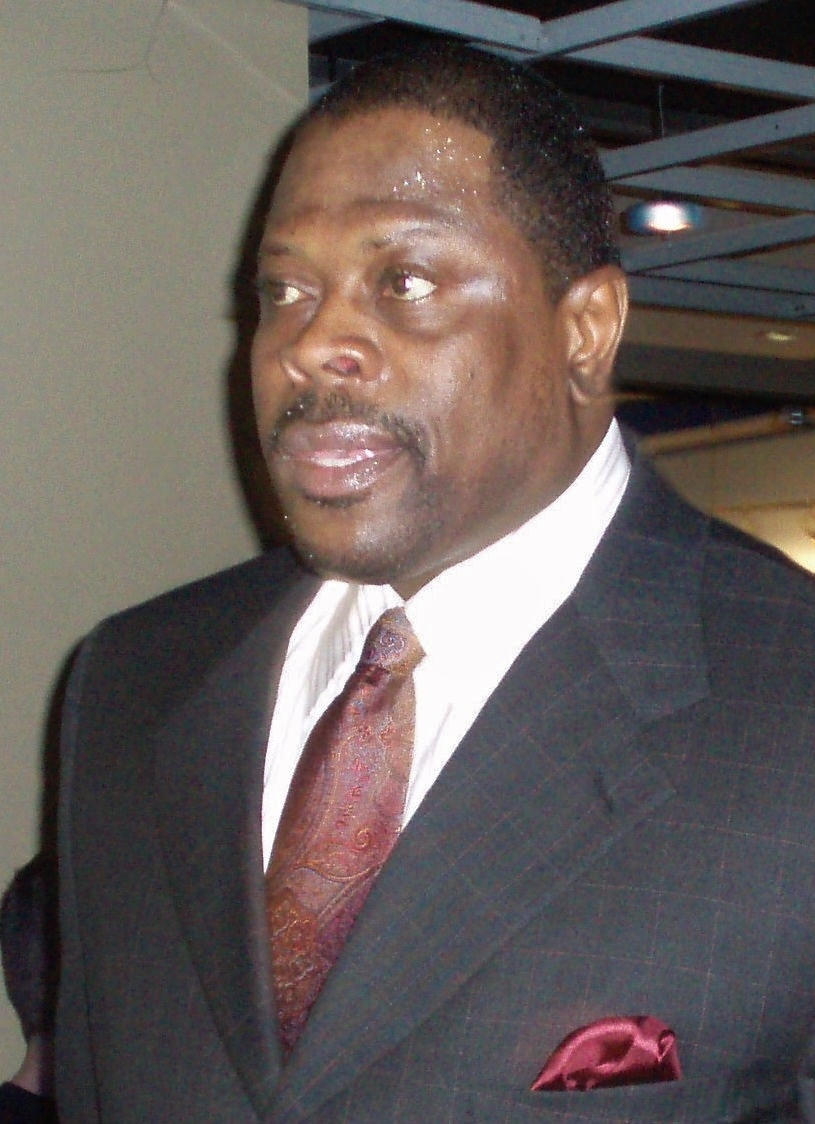
Patrick Ewing (* 1962)

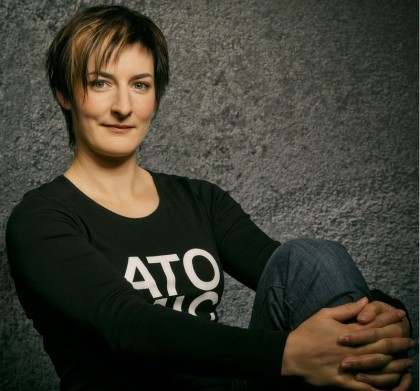
Kathrin Zettelová (* 1986)

- 1103 – Vilém Aetheling, jediný syn a dědic anglického krále Jindřicha I. († 25. listopadu 1120)
- 1199 – Ferdinand III. Kastilský, král Leónu a Kastílie († 30. května 1252)
- 1461 – Alexandr I. Jagellonský, polský král a velkokníže litevský († 19. srpna 1506)
- 1497 – Kryštof z Gendorfu, důlní podnikatel, zakladatel města Vrchlabí († 6. srpna 1563)
- 1607 – Antonio Barberini, italský katolický kardinál († 3. srpna 1671)
- 1623 – Pietro Antonio Cesti, italský operní skladatel († 14. říjen 1669)
- 1638 – Nicolas Malebranche, francouzský teolog a vědec († 13. říjen 1715)
- 1694 – Leonardo Leo, italský skladatel operní a chrámové hudby († 31. října 1744)
- 1737 – Johann Friedrich Struensee, německý lékař, ministr Dánského království († 28. dubna 1772)
- 1758 – Go-Momozono, japonský císař († 16. prosince 1779)
- 1773 – Jan Karel Liebich, německý divadelní režisér a ředitel († 21. prosince 1816)
- 1802 – Niels Henrik Abel, norský matematik († 6. dubna 1829)
- 1811 – Ambroise Thomas, francouzský operní skladatel období romantismu († 12. února 1896)
- 1813 – Ivar Aasen, norský filolog a spisovatel († 23. září 1896)
- 1821 – Alexandr Abaza, ruský politik († 5. února 1895)
- 1827 – Deodoro da Fonseca, prezident Brazílie († 23. srpna 1892)
- 1828 – Luisa Oranžsko-Nasavská, švédská a norská královna († 30. března 1871)
- 1833 – Karola Vasa-Holstein-Gottorpská, saská královna († 15. prosince 1907)
- 1834 – Ewald Hering, německý fyziolog († 26. ledna 1918)
- 1844 – Ilja Repin, ruský malíř a sochař († 29. září 1930)
- 1847 – Rafail Levickij, ruský malíř a fotograf († 29. září 1940)
- 1850 – Guy de Maupassant, francouzský spisovatel († 6. července 1893)
- 1857 – Gustave Lanson, francouzský literární kritik († 15. prosince 1934)
- 1862 – Joseph Merrick, sloní muž († 11. dubna 1890)
- 1866 – Chauncey Delos Beadle, kanadský botanik († 1950)
- 1879 – Vladimir Aïtoff francouzský lékař a ragbista ( † 1963)
- 1889 – Conrad Aiken, americký spisovatel († 17. srpna 1973)
- 1890 – Naum Gabo, ruský sochař, malíř a architekt († 23. srpna 1977)
- 1893 – Sydney Camm, britský letecký konstruktér († 12. března 1966)
- 1898 – Piero Sraffa, italský ekonom († 3. září 1983)
- 1899
  - Mart Stam, nizozemský architekt, urbanista a nábytkový designer († 21. února 1986)
  - Borys Antonenko-Davydovyč, ukrajinský spisovatel a překladatel († 8. května 1984)
- 1903 – Igor Vsevoložskij, ruský sovětský spisovatel († 9. září 1967)
- 1905 – Arťom Mikojan, arménský letecký konstruktér († 9. prosince 1970)
- 1906 – John Huston, americký filmový režisér, scenárista a herec († 28. srpna 1987)
- 1912 – Abbé Pierre, francouzský kněz a charitativní pracovník († 22. ledna 2007)
- 1914 – Lydia Lamaison, argentinská herečka († 20. února 2012)
- 1920 – John Sharp, britský herec († 26. listopadu 1992)
- 1921 – Derick Thomson, skotský básník († 21. března 2012)
- 1923 – Devan Nair, singapurský prezident 1981–1985 († 2005)
- 1924 – Silvester Krčméry, slovenský politický vězeň († 10. září 2013)
- 1925 – Claude Tresmontant, francouzský filosof a teolog († 16. dubna 1997)
- 1929 – Aravind Joshi, indický informatik († 31. prosince 2017)
- 1930
  - Neil Armstrong, americký kosmonaut († 25. srpna 2012)
  - Michal Kováč, ekonom a politik, prvý prezident Slovenska († 5. října 2012)
- 1936 – Nikolai Baturin, estonský dramatik, básník a romanopisec  († 17. května 2019)
- 1940
  - Franco Cardini, italský historik
  - José van Dam, belgický operní pěvec, basbaryton
- 1941
  - Leonid Kizim, vojenský letec a sovětský kosmonaut († 14. června 2010)
  - Airto Moreira, brazilský jazzový bubeník
- 1942 – Igor Luther, slovenský kameraman († 7. června 2020)
- 1943 – Christian Grashof, německý herec
- 1944 – Polycarp Pengo, tanzanský kardinál
- 1946 – Erika Slezak, americká herečka
- 1947 – Rick Derringer, americký hudebník († 26. května 2025)
- 1948 – Efraim Zuroff, izraelský historik, ředitel kanceláře Centra Simona Wiesenthala
- 1957 – Šigeru Ban, japonský architekt
- 1959
  - Anton Šťastný, slovenský hokejový útočník
  - Pat Smear, americký kytarista a zpěvák
- 1964 – Adam Yauch, americký rapper, člen Beastie Boys († 4. května 2012)
- 1968
  - Marine Le Penová, francouzská politička
  - Colin McRae, skotský pilot rally († 2007)
- 1974 – Ty Citerman, americký kytarista a hudební skladatel
- 1976 – Danica Jurčová, slovenská herečka
- 1978
  - Harel Levy, izraelský tenista
  - Patricia Wartuschová, rakouská tenistka
- 1981 – Jesse Williams, americký herec a model
- 1982 – Tobias Regner, německý zpěvák
- 1985 – Salomon Kalou, fotbalista Pobřeží slonoviny
- 1986 – Kathrin Zettelová, rakouská sjezdová lyžařka
- 1991 – Esteban Gutiérrez, mexický pilot Formule 1

## Úmrtí
Viz též Kategorie:Úmrtí 5. srpna — automatický abecedně řazený seznam.

### Česko

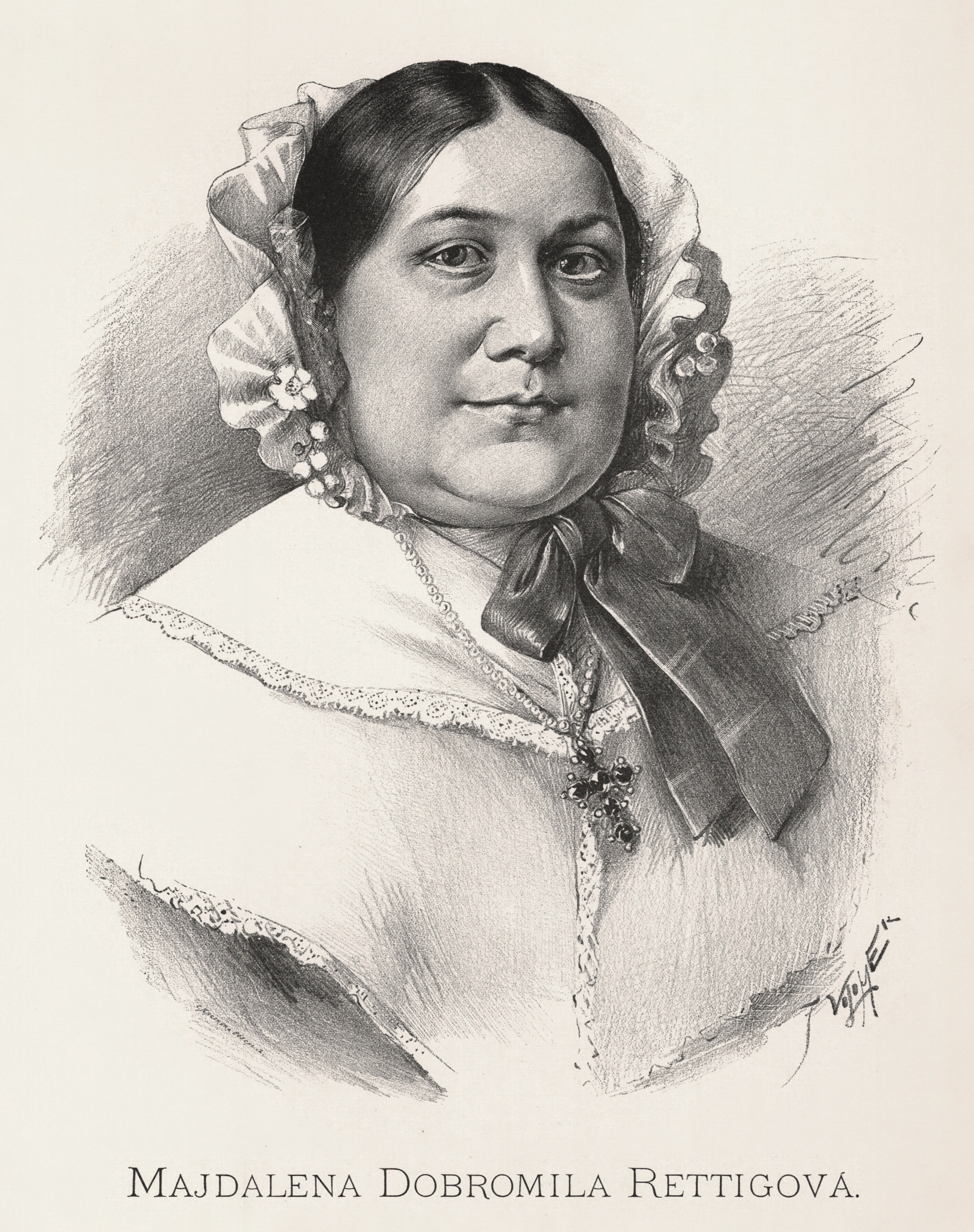
Magdalena Dobromila Rettigová († 1845)

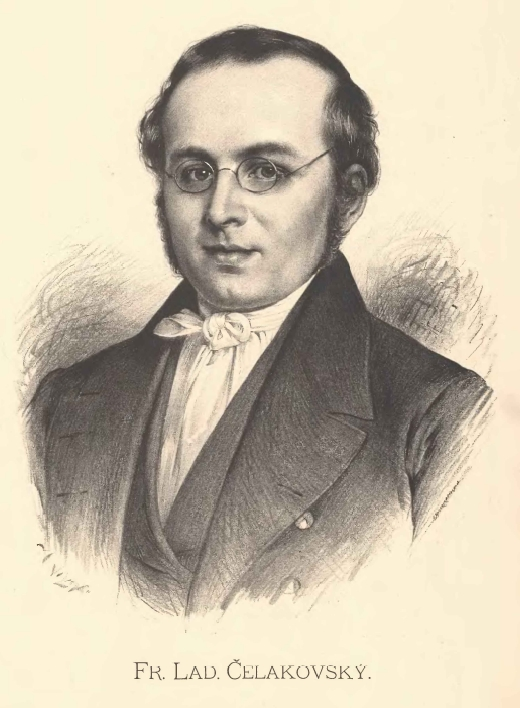
František Ladislav Čelakovský († 1852)

- 1240 – Ludmila Přemyslovna, hraběnka z Bogenu a bavorská vévodkyně (* 1170)
- 1658 – Gundakar z Lichtenštejna, česko-rakouský šlechtic (* 30. ledna 1580)
- 1845 – Magdalena Dobromila Rettigová, buditelka a spisovatelka (* 31. ledna 1785)
- 1852 – František Ladislav Čelakovský, básník a překladatel (* 7. březen 1799)
- 1857 – Valentin Schopper, opat kláštera Vyšším Brodě (* 9. září 1771)
- 1880 – Quido Mánes, malíř (* 17. července 1828)
- 1895 – Eduard Herold, malíř, ilustrátor a spisovatel (* 16. září 1820)
- 1916 – Ludvík Tošner, pedagog, překladatel, sociální demokrat (* 27. července 1874)
- 1931 – Marie Hübnerová, divadelní herečka (* 12. října 1865)
- 1937 – Karel Haak, hudební skladatel (* 4. června 1853)
- 1940 – Petr Fingal, spisovatel, novinář a dramatik (* 3. srpna 1889)
- 1944 – Antonín Blažek, architekt (* 22. února 1874)
- 1946 – František Adamec, kněz, včelařský odborník (* 12. listopadu 1866)
- 1954 – František Jemelka, kněz, prelát a apoštolský protonotář (* 25. července 1880)
- 1960 – Theodor Pištěk, divadelní a filmový herec (* 13. června 1895)
- 1961 – Václav Kopecký, komunistický novinář a politik (* 27. srpna 1897)
- 1971 – Josef Stanislav, klavírista, hudební skladatel a publicista (* 22. ledna 1897)
- 1974 – Zdeněk Najman, herec (* 19. května 1928)
- 1982 – Hugo Rosák, plochodrážní jezdec (* 16. října 1916)
- 1986 – Emanuel Löffler, gymnasta, olympionik (* 29. prosince 1901)
- 1990 – Ivan Blatný, básník (* 21. prosince 1919)
- 2009 – Pavel Háša, scenárista a režisér (* 1. června 1929)

### Svět

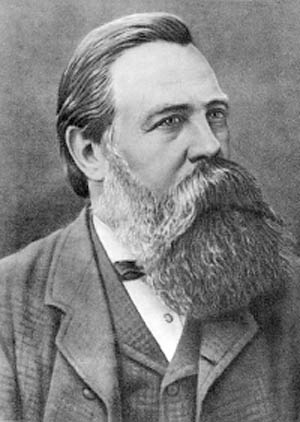
Friedrich Engels († 1895)

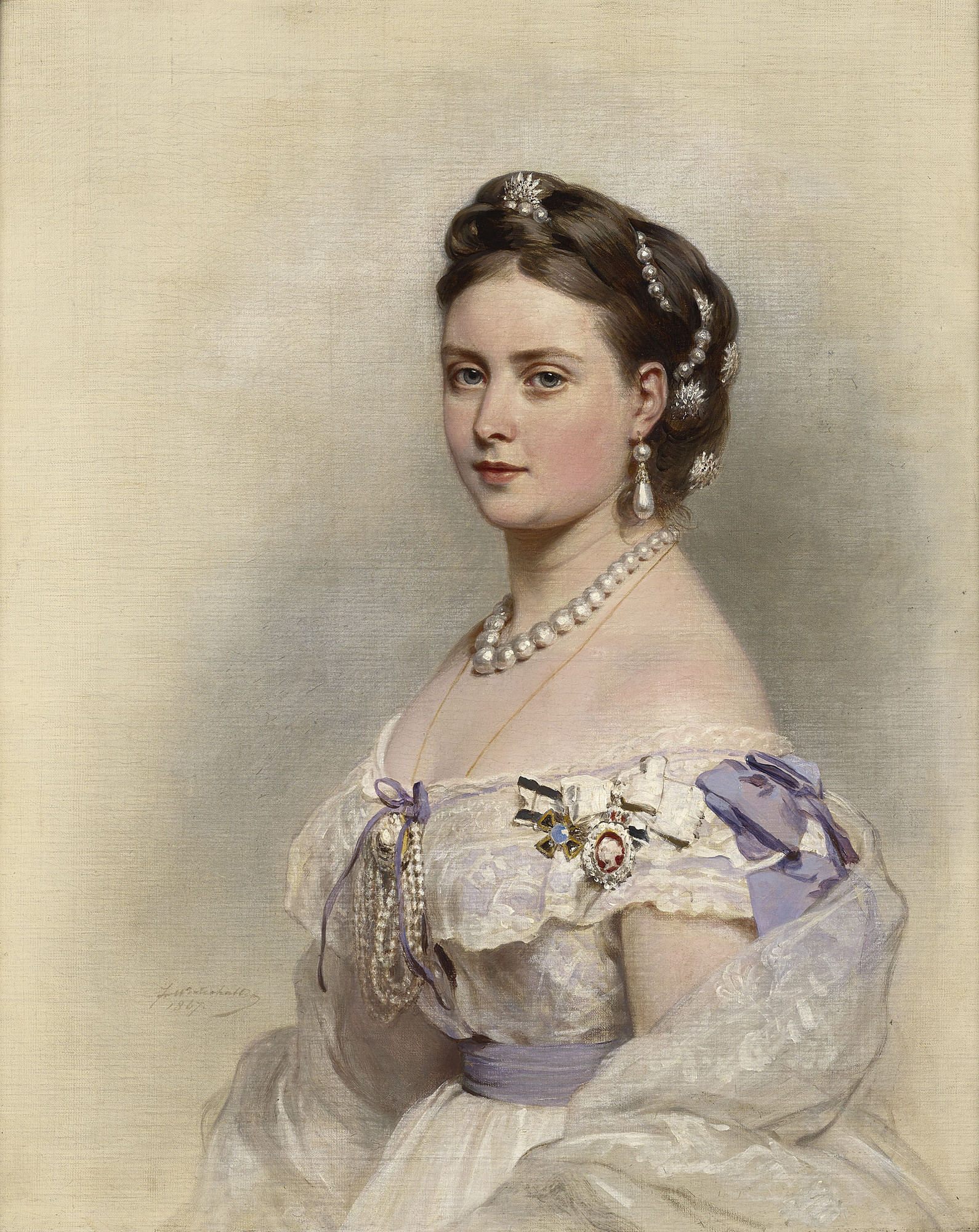
Viktorie Sasko-Koburská († 1901)

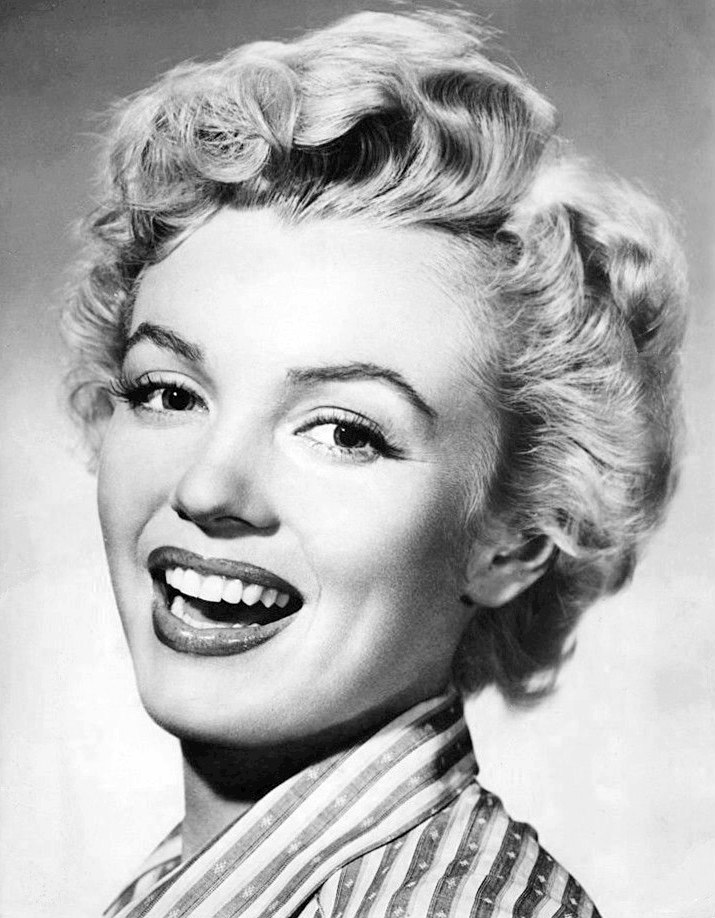
Marilyn Monroe († 1962)

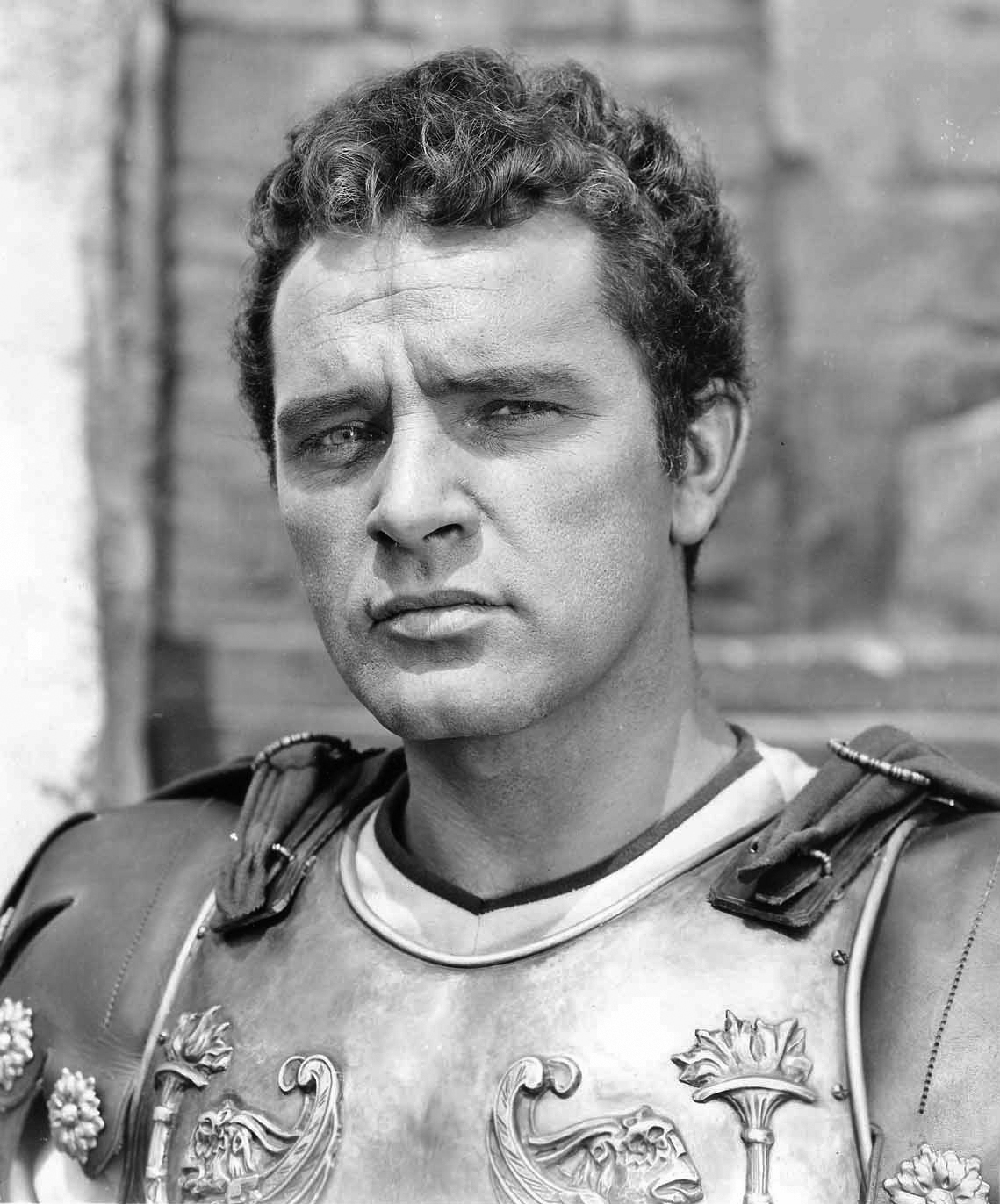
Richard Burton († 1984)

- 0882 – Ludvík III. Francouzský, západofranský král (* mezi 863 a 865)
- 1063 – Gruffydd ap Llywelyn, vládce celého Walesu (* 1007)
- 1415 – Richard z Konisburgu, anglický šlechtic a vévoda z Yorku (* 20. července 1375)
- 1579 – Stanisław Hozjusz, polský kardinál (* 5. května 1504)
- 1594 – Eleonora Habsburská, dcera císaře Ferdinanda I. (* 2. listopadu 1534)
- 1638 – Peter Minnewitt, guvernér Nového Holandska (* 1580)
- 1661 – Cornelis Janssens van Ceulen, vlámský malíř (* 1953)
- 1729 – Thomas Newcomen, anglický kovář a vynálezce (* 1664)
- 1792 – Frederick North, britský premiér (* 1732)
- 1787 – François Francœur, francouzský hudební skladatel (* 21. září 1698)
- 1848 – Nicola Vaccai, italský skladatel a pedagog (* 15. března 1790)
- 1854 – Navekmisal Hanımefendi, konkubína osmanského sultána Abdulmecida I. (* asi 1838)
- 1864 – Romuald Traugutt, polský generál (* 16. ledna 1826)
- 1877 – Otto von Wiedenfeld, ministr obchodu Předlitavska (* 16. listopadu 1816)
- 1880 – Ferdinand von Hebra, lékař původem z Moravy, zakladatel dermatologie (* 7. září 1816)
- 1893 – Friedrich Wilhelm Adami, německý spisovatel (* 18. října 1816)
- 1895 – Friedrich Engels, německý ekonom (* 1820)
- 1897 – Albert Marth, německý astronom (* 1828)
- 1901 – Viktorie Sasko-Koburská, německá císařovna a pruská královna, dcera královny Viktorie (* 1840)
- 1910 – Julius Petersen, dánský matematik (* 16. června 1839)
- 1918 – Peter Strasser, organizátor bojové činnosti německé námořní vzduchoplavby (* 1. dubna 1876)
- 1923 – Vatroslav Jagić, chorvatský slavista (* 6. července 1838)
- 1924 – Teodor Teodorov, bulharský předseda vlády (* 8. dubna 1859)
- 1925 – Georges Palante, francouzský filosof a sociolog (* 1862)
- 1935 – Johannes Thiele, německý zoolog (* 1860)
- 1940 – Frederick Cook, americký polárník (* 10. června 1865)
- 1941 – Lev Grigorjevič Dejč, ruský revolucionář (* 26. září 1855)
- 1944 – Jędrzej Moraczewski, předseda polské vlády (* 13. ledna 1870)
- 1946 – Wilhelm Marx, německý kancléř (* 1863)
- 1950 – Emil Abderhalden, švýcarský biochemik a fyziolog (* 1877)
- 1955 – Carmen Miranda, portugalská tanečnice, zpěvačka a herečka (* 9. února 1909)
- 1956 -- Daniel Carroll, americký ragbista (* 1887, 1888 nebo 1892)
- 1957 – Heinrich Otto Wieland, německý chemik, nositel Nobelovy ceny (* 1877)
- 1958 – Carl Westergren, švédský zápasník, olympijský vítěz (* 13. října 1895)
- 1959 – Edgar Guest, americký básník (* 1881)
- 1962
  - Vasilij Zeňkovskij, ukrajinský křesťanský filosof (* 16. července 1881)
  - Marilyn Monroe, americká herečka (* 1926)
- 1980 – George Scott III, americký baskytarista (* 16. října 1953)
- 1983 – Joan Robinsonová, anglická ekonomka (* 31. října 1903)
- 1984 – Richard Burton, americký herec (* 1925)
- 1985 – Lorne Betts, kanadský hudební skladatel (* 2. srpna 1918)
- 1988 – Colin Higgins, americký herec, režisér a scenárista (* 28. července 1941)
- 1991 – Sóičiró Honda, japonský inženýr a průmyslník (* 17. listopadu 1906)
- 1992 – Jeff Porcaro, americký bubeník, člen skupiny Toto (* 1. dubna 1954)
- 1993 – Eugen Suchoň, slovenský hudební skladatel, pedagog a teoretik (* 1908)
- 1995 – Menachem Avidom, izraelský hudební skladatel (* 6. ledna 1908)
- 1997 – Clarence M. Kelley, ředitel FBI (* 24. října 1911)
- 1998 – Todor Živkov, komunistický vůdce Bulharska (* 7. září 1911)
- 2000 – Alec Guinness, anglický herec (* 2. dubna 1914)
- 2005 – Polina Astachovová, sovětská sportovní gymnastka, pětinásobná olympijská vítězka (* 30. října 1936)
- 2006
  - Aron Gurevič, ruský historik (* 2. května 1924)
  - Ed Thrasher, americký fotograf (* 7. března 1932)
- 2007
  - Amos Manor, ředitel izraelské bezpečnostní služby Šin bet (* 8. října 1918)
  - Jean-Marie Lustiger, pařížský arcibiskup (* 1926)
- 2008 – Neil Bartlett, americký chemik (* 15. září 1932)
- 2009 – Budd Schulberg, americký spisovatel a scenárista (* 1914)
- 2010 – Godfrey Binaisa, prezident Ugandy (* 30. května 1920)
- 2011 – Andrzej Lepper, polský politik a odborář, zakladatel strany Sebeobrana Polské republiky (* 13. června 1954)
- 2013 – George Duke, americký hudebník (* 12. ledna 1946)
- 2014 – Angéla Némethová, maďarská olympijská vítězka v hodu oštěpem (* 18. února 1946)
- 2019 – Toni Morrisonová, americká spisovatelka, nositelka Nobelovy ceny za literaturu (* 18. února 1931)

## Svátky

### Česko
- Kristián
- Milivoj
- Osvald
- Paris
- Parsival

| 5. srpen v pražském KlementinuÚdaje jsou platné k 19. 8. 2025. | 5. srpen v pražském KlementinuÚdaje jsou platné k 19. 8. 2025. | 5. srpen v pražském KlementinuÚdaje jsou platné k 19. 8. 2025. |
| minimum                                                        | denní průměr                                                   | maximum                                                        |
| -------------------------------------------------------------- | -------------------------------------------------------------- | -------------------------------------------------------------- |
| 9,2 °C (1882)                                                  | 20,3 °C (od 1961)                                              | 35,7 °C (1830)                                                 |